# Remembering Cecil
Remembering Cecil ist ein Jazzalbum von Dom Minasi. Die um 2018/19 im Musecat Studio entstandenen Aufnahmen erschienen 2019 auf dem Label Unseen Rain.

## Hintergrund
Zu seinen Idolen zählte der Gitarrist Dom Minasi den 2018 verstorbenen Pianisten Cecil Taylor. Für viele Free-Jazz-Fans waren es die Solo-Auftritte, die Taylors wahres Genie zeigten, daher sei es passend, dass Minasi für seine Hommage an Taylor mit Remembering Cecil ein Solo-Album machte, merkte Dan McClenaghan an. Das Album besteht aus vier ausgedehnten freien Improvisationen, ein Ansatz, der Taylors oft sehr ausgedehnten Solo-Ausarbeitungen am Piano ähnelt.
Laut seinen Anmerkungen in den Liner Notes hat der Gitarrist versucht, Cecil Taylors Verwendung von Akkordclustern sowie dessen perkussive Art und Weise des Spiels in vier Improvisationen aufzugreifen. „Ich bitte Sie darum: Seien Sie offen für das, was Sie hören werden“, schrieb der Gitarrist. „Ich verwende keine Effektgeräte. Es ist pure offene Improvisation. Cecil spielte Klavier. und ich spiele Gitarre. Es gibt einige Dinge, die ich einfach nicht tun kann, weil es eine Gitarre ist. Ich habe das Gefühl, dass ich dem nahe gekommen bin, was Cecil getan hätte.“

## Titelliste
- Dom Minasi: Remembering Cecil (Unseen Rain)

1. Improv 1 15:03
2. Improv 2 10:05
3. Improv 3 7:35
4. Improv 4 12:14

Die Kompositionen stammen von Dom Minasi.

## Rezeption

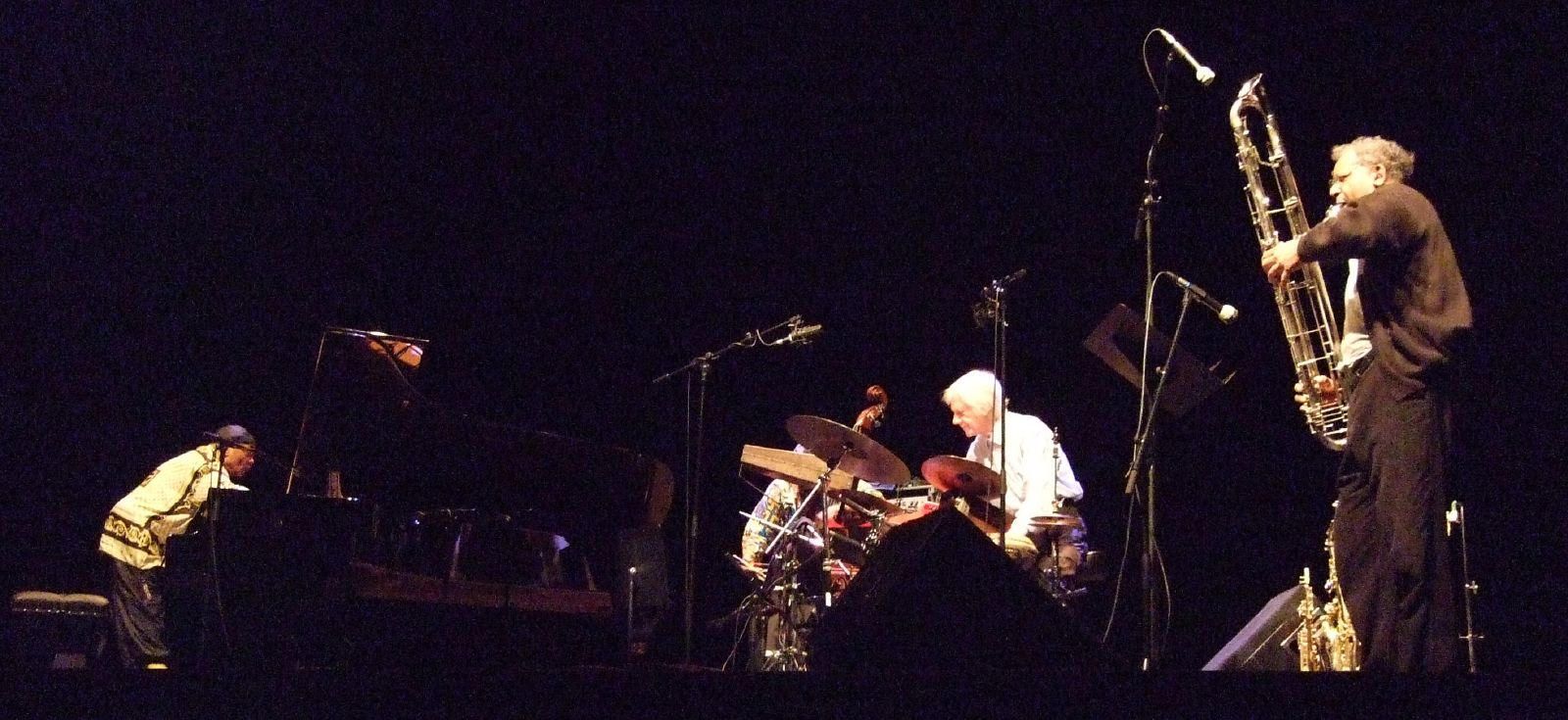
Cecil Taylor mit Tony Oxley (Schlagzeug) und Anthony Braxton (Saxophon)

Nicht viele Pianisten würden versuchen, es mit einer direkten Klaviersession von Taylor aufzunehmen, meint Dan McClenaghan, der das Album in All About Jazz rezensierte; fast keiner hätte dafür das richtige Material. Taylors klassischer Hintergrund, gepaart mit seiner wilden, schonungslosen Freiheit, seien einfach unübertrefflich. Ein Gitarrist, der das Wesen Taylors übernehme, scheine daher noch weiter hergeholt, aber Minasi mache das hervorragend. Durch ein frei agierendes Spiel würde Minasi einen viel sanfteren Fluss präsentieren, mit Akkordclustern und schnell gespielten Einzelnoten, die zu einer seltsamen und eckigen Anziehungskraft verschmelzen, einem Klang, der offenkundig schöner ist als das, was Taylor oft gespielt hatte – nicht, dass Schönheit nicht vorhanden wäre bei Taylor, aber manchmal sei mehrmaliges, tiefgehendes Zuhören erforderlich gewesen, um es vollständig zu würdigen. Der Geist von Cecil Taylor, die stürmische Freiheit, das Eingehen von Risiken, die manische Freude und die lebendige Energie seien auch hier zu finden.